# 葉綠素d
葉綠素 d是葉綠素的其中一種，於1996年被確定。它存在于使用从阳光捕获的能量用于光合作用的海洋红藻和蓝菌中。叶绿素d吸收远红外光，波长710 nm，正好在光学范围之外.。含有叶绿素“d”的生物适应环境，如中等深度的深水中，尽管没有大量的可见光，但它可以使用远红光进行光合作用。
|            |              |
| 棍-球 模型 | 空间填充模型 |